# Rob Bredl

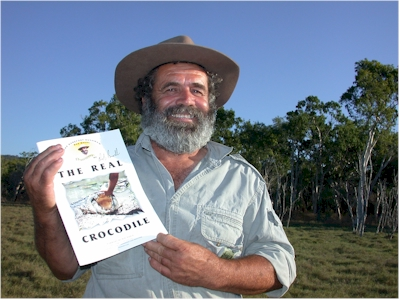
Rob Bredl im Jahr 2006

Robert Harold Bredl (* 18. Juli 1950 in Renmark, Australien) ist ein australischer Dokumentarfilmer, Wildparkbesitzer und Reptilienspezialist. Bekannt wurde er durch seine zahlreichen Dokumentarserien Killer Instinct (53 Episoden), Deadly Predators (10 Episoden) sowie The Barefoot Bushman (8 Episoden). Seine Dokumentarfilme werden in TV-Stationen weltweit in mehr als 45 Länder ausgestrahlt. Robs Dokumentarfilme wurden bisher in 36 Sprachen übersetzt. Sein berühmtester Dokumentarfilm, Kissing Crocodiles, wird in über 100 Länder weltweit auf Discovery Channel und National Geographic gezeigt.

## Leben
Bredls Eltern waren österreichische Auswanderer. Da sich Rob schon seit frühester Kindheit von Krokodilen angezogen fühlte, schreckt er auch heute vor einer Begegnung aus nächster Nähe nicht zurück und lockt die Tiere an, indem er mit einem Stock auf die Wasseroberfläche schlägt. Bredls Vater Josef, ein österreichischer Jäger, der nach der Ankunft in Australien einen Job als Krokodiljäger zugeteilt bekam und somit in den Norden Australiens geschickt wurde, galt in späteren Jahren als einer der bedeutendsten Schlangenkenner und -fänger Australiens, und ein Python, der Bredl’s Python (Morelia bredli), wurde nach ihm benannt.
Seinem Wissen über die damals zu intensiv bejagten Reptilien ist es zu verdanken, dass das Australien-Krokodil nicht ausgerottet wurde. Anfang der 1970er Jahre überzeugte Josef Bredl die australische Regierung, eine Zählung der Tiere durchzuführen. Nachdem nur mehr zirka 2.000 Krokodile gesichtet wurden, begann Josef Bredl Krokodile zu züchten.
Josef, sein älterer Sohn Joe und Rob gründeten eine Krokodilfarm die Edward River Station auf der Kap-York-Halbinsel. Sie jagten zehn Jahre lang mit Hilfe der dort ansässigen Aborigines Krokodile für die Aufzucht, um diese danach wieder in freier Wildbahn auszusetzen.
In seinen Wildlife-Dokumentationen stellt Rob Bredl verschiedenste Tiere aus dem australischen Outback vor.
Am 22. Juni 2016 wurde Rob in seinem „Blue Planet Park“ beim Füttern eines Krokodils zuerst in die Hand und nach mehreren Rollen des Krokodils ins Bein gebissen und schwer verletzt. Sein im Gehege anwesender Neffe rammte dem Tier einen Stock in den Rachen. Dadurch konnte er den Biss am Knie lösen und verhindern, dass Rob von dem 650 kg Krokodil unter Wasser gezogen wurde. Rob wurde mit dem Rettungshelikopter ins Royal Brisbane and Women’s Hospital geflogen und dort behandelt.

## Barefoot Bushman
Rob Bredl hat seinen Spitznamen „Barfüßiger Buschmann“, weil er die Angewohnheit hat, seit einigen Jahrzehnten sowohl zu Hause als auch im Busch, selbst wenn er auf Krokodilfang ist, immer ohne Schuhe unterwegs zu sein.
Der älteste und originale Bredls Tierpark Bredl's Wonder World of Wildlife befindet sich in Renmark – Südaustralien. Sein Barefoot Bushman Wildlife Park befand sich in Airlie Beach, Whitsunday Islands in Nord Queensland. Das jüngste Projekt der Familie Bredl befindet sich nur 50 km südlich von Airlie Beach in Midge Point. Bredl's Blue Planet ist ein Wildlife Sanctuary in dem auf 75 Hektar Tiere wie in freier Wildbahn beobachtet werden können. Ein riesiger See und die unberührte Natur erwecken den Eindruck eines Mini Kakadu National Park.